# Ritratto del dottor Gachet
Il Ritratto del dottor Gachet è un'opera pittorica di Vincent van Gogh eseguita nel 1890.

## Descrizione
Paul Gachet era un medico psichiatra, amante dell'arte: incontrò Vincent van Gogh tramite il fratello di lui Theo e immediatamente i due si trovarono in sintonia nell'analoga visione dell'arte.
Il dottore si rese disponibile a posare per Vincent, che da tanto tempo cercava un modello da ritrarre dal vero.
Lavorando in comunione alla realizzazione dell'opera i due ottennero un risultato straordinario. Il dottore ne fu talmente compiaciuto che ne volle la realizzazione di una copia.
Il dipinto è estremamente innovativo: Van Gogh abbandonò le pose statiche e convenzionali dei precedenti dipinti. Il triste volto del dottore è « l'espressione disillusa del nostro tempo» ebbe modo di affermare Van Gogh in una lettera indirizzata al collega ed amico Paul Gauguin (lettera n. 643 del giugno 1890).
In un altro messaggio al fratello Theo in cui descrive l'ultimo frutto della sua passione, il pittore dichiarò: «la testa con un berretto bianco, molto bionda, molto chiara; anche la carnagione delle mani molto bianca, un frac blu e uno sfondo blu cobalto. Le mani sono mani da ostetrico, più chiare del volto.» (lettera n. 638, datata 4 giugno 1890).
Nel ritratto l'artista attua un forte contrasto cromatico. In primo piano, sul tavolo, accanto ai libri una pianta di digitale. Diverse inclinazioni del pennello sono abbinate nell'insieme; dense e marcate pennellate che animano la giacca del dottore e lo sfondo, omogeneamente accompagnano le dritte e piatte linee del tavolo. Infine la parte superiore dell'opera è separata da una linea ondulata.
Il dipinto, dopo la morte dell'artista, conobbe varie vicissitudini. Ereditato da Johanna van Gogh-Bonger, vedova di Theo, che lo espose in varie mostre tra Olanda, Danimarca e Francia, venne venduto nel 1896 da Ambroise Vollard alla collezionista danese Alice Ruben che lo cedette quasi subito all'amico pittore Mogens Ballin; questi lo cedette al gallerista berlinese Paul Cassirer, che lo vendette al collezionista tedesco conte Harry Kessler che lo portò nella propria collezione a Weimar. Da lì, fu ceduto al gallerista parigino Druet, per poi giungere allo Städelsches Kunstinstitut di Francoforte nel 1911 ove, grazie ad una saggia campagna di "modernizzazione" del museo voluta dall'allora direttore Georg Swarzenski, divenne una delle principali attrazioni. A seguito della confisca da parte del regime nazista quale esempio di Arte degenerata nel 1937, fu venduto segretamente dal mercante d'arte Sepp Angerer al banchiere olandese Franz Koenigs che lo cedette all'amico e collega ebreo Siegfried Kramarsky, che lo portò con sé a New York all'inizio degli anni quaranta, appendendolo nel proprio appartamento e prestandolo saltuariamente a svariate esposizioni in musei americani.
Dal 1998 si sono perse le tracce di quest'opera. Fino al 1990, l'opera era appartenuta al Kramarsky Found di New York, che l'aveva lasciato in prestito permanente al Metropolitan Museum of Art; quando i proprietari decisero di venderlo da Christie's, il quadro fu aggiudicato, per la cifra-record di 82,5 milioni di dollari, al miliardario giapponese Ryoei Saito. L'allora settantacinquenne Saito espresse la volontà, una volta morto, di essere cremato insieme alle cose più preziose che possedeva, tra le quali il quadro di Van Gogh. L'affermazione suscitò un certo scandalo, ma i suoi collaboratori sostennero che le affermazioni di Saito derivavano solo da un intenso affetto nei confronti del quadro, e non aveva intenzioni di far seguire i fatti alle parole. Dopo la sua morte, nel 1996, si persero le tracce del dipinto. Alcuni documenti emersi nel 2007 rivelarono che l'opera fu venduta circa un decennio prima, mediante Sotheby's, al finanziere austriaco Wolfgang Flöttl. Flöttl dichiarò che per problemi finanziari fu costretto dopo poco tempo a rivendere il quadro, ma non rivelò gli acquirenti. Si vocifera, nell'ambiente, che si tratti di un collezionista svizzero, già proprietario di varie opere di Van Gogh.

## La seconda versione del dipinto
Fu eseguita nel 1890, poco dopo il primo.
In questa versione del dipinto, donata al Museo d'Orsay di Parigi dai figli del dottor Gachet, Van Gogh ha eliminato (a differenza del primo ritratto) il bicchiere e i libri, lasciando risaltare la pianta di digitale sul fondo rosso, trattando in modo più sommario lo sfondo.
Alcuni critici, pur con fondamenti debolissimi, hanno recentemente sostenuto che questa seconda versione non sarebbe opera di Van Gogh, ma dello stesso Gachet, pittore dilettante, che innamoratissimo di quest'opera, ne avrebbe eseguito una versione personale.